# Григорьев, Юрий Александрович (певец)
Ю́рий Алекса́ндрович Григо́рьев (6 августа 1939, Днепропетровск — 3 июля 2022, Москва) — советский и российский оперный певец (баритон), теоретик искусства, доктор искусствоведения (1999), педагог, профессор Московской консерватории. Солист (1968—1990) и художественный руководитель оперы (1999—2001) Большого театра РФ. Народный артист РСФСР (1983).

## Биография
Родился 6 августа 1939 года в Днепропетровске Украинской ССР.
В 1956—1959 гг. учился в Львовском политехническом институте. В годы учёбы активно выступал в художественной самодеятельности.
В 1960 г. поступил в Львовскую государственную консерваторию им. Н. В. Лысенко (класс профессора О. Дарчука), а в 1964 году был переведен в Ленинградскую государственную консерваторию им. Н. А. Римского-Корсакова, которую окончил в 1966 г. по классу профессора В. Луканина.
В 1966—1968 гг. стажировался в Ленинградском государственном академическом театре оперы и балета имени С. М. Кирова.
В 1968—1990 гг. был ведущим солистом оперной труппы Большого театра Союза ССР. В Большом театре дебютировал в заглавной партии в опере «Князь Игорь».
С 1979 года преподавал в Московской государственной консерватории им. П. Чайковского (с 1996 года — профессор). Среди его учеников — солисты Большого театра И. Морозов, Е. Морозова, Н. Казанский, Н. Семёнов и др.
В 1999—2000 гг. был художественным руководителем оперной труппы оперы Большого театра России.
Сотрудничал с такими дирижёрами как Юрий Симонов, Геннадий Рождественский, Александр Лазарев и др.; с певцами Владимиром Атлантовым, Еленой Образцовой, Ириной Архиповой, Тамарой Милашкиной и др. Участвовал в жюри международных конкурсов — им. М. И. Глинки, им. П. И. Чайковского в Москве, им. Ф. И. Шаляпина в Казани, им. Виотти в Италии и др.
Скончался 3 июля 2022 года на 83-м году жизни в Москве. Похоронен на Троекуровском кладбище.

## Партии
- Князь Игорь («Князь Игорь» А. Бородина, 1968 г.)
- Моралес («Кармен» Ж. Бизе, 1968 г.)
- Томский («Пиковая дама» П. Чайковского, 1969 г.)
- Граф Альмавива («Свадьба Фигаро» В. А. Моцарта, 1969 г.)
- Кузька («Хованщина» М. Мусоргского, 1969 г.)
- Эскамильо («Кармен», 1970 г.)
- Денисов («Война и мир» С. Прокофьева, 1970 г.)
- Грязной («Царская невеста» Н. Римского-Корсакова, 1971 г.)
- Вяземский, Юшко («Псковитянка» Н. Римского-Корсакова, 1971 г.)
- Фигаро («Свадьба Фигаро» Моцарта, 1972 г.)
- Шакловитый («Хованщина» Мусоргского, 1973 г.)
- Неудачливый игрок («Игрок» С. Прокофьева, 1974 г.)
- Эбн-Хакиа («Иоланта» П. Чайковского, 1974 г.)
- Граф Ди Луна («Трубадур» Дж. Верди, 1976 г.)
- Риголетто («Риголетто» Дж. Верди, 1977 г.)
- Почтмейстер («Мёртвые души» Р. Щедрина, 1977 г.)
- Альберих («Золото Рейна» Р. Вагнера, 1979 г.)
- Исправник («Катерина Измайлова» Д. Шостаковича, 1980 г.)
- Амонасро («Аида» Дж. Верди, 1981 г.)
- Фёдор Поярок («Сказание о граде Китеже и двев Февронии» Римского-Корсакова, 1983)
- Комиссар («Повесть о настоящем человеке» С. Прокофьева, 1985 г.)
- Мазепа («Мазепа» Чайковского, 1988 г.)

## Научные работы
- Профессиональная готовность певца // Сб. института психологии. 1986
- Размышления о технике пения (Республика Корея, 1994, 1995)
- Техника и эстетика пения (Республика Корея, 1997)
- Рецензии на оперные спектакли московских театров — журнал OPERA (Лондон, 1986—1988)
- О новой хронологии // ЧИП, М., 2004

## Награды
- Народный артист РСФСР (1983)
- Заслуженный артист РСФСР (1976)